# John Zahner
John Zahner (San Luis Obispo, Californië, 29 december 1952), is een Amerikaans pianist, organist en toetsenist.
Zahner begon op 6-jarige leeftijd met piano spelen, volgde de "Clearwater High School" in Florida en studeerde later piano aan de "Shurwood Music School" in Chicago, Illinois.
Hij werkte met een aantal fabrikanten van muziekinstrumenten en testte instrumenten voor vele bands, van Alice Cooper, Ozzy Osbourne, Metallica, Saxon, Testament en nog meer dan 50 andere, vooral bekende, (hard)rock- en heavymetalbands.
Daarna begon hij in 1980 een carrière als keyboard- en synthesizerspeler (de instrumenten programmeerde en onderhield hij voor een deel zelf), met een voorkeur voor progressieve metal, bij de volgende bands, wisselend live en in de studio.
- 1980-1985 Secret Service
- 1986-1989 Crimson Glory
- 1990-1991 Drama
- 1991-1992 Savatage
- 1994-2001 Stormbringer / Steinhardt Moon
- 2001-2003 Circle II Circle
- 2004-2006 Cryptic Vision
- 2004-2010 Jon Oliva's Pain (alle albums, behalve de laatste, Festival en vrijwel alle tours en vele concerten, in combinatie met Jon Oliva zelf, die ook toetsenist is)

Zahner werkte ook samen met Alan White en Jon Anderson van Yes en Mark Farner en Robby Steinhardt van Kansas.
Zijn kennis en flexibiliteit om in de studio te werken, achter de schermen, live of als synthesizer/keyboard-programmeur, maakte hem een veel gevraagd persoon in de (hard)rock- en metalwereld. Vanaf 2011 werkte hij als keyboardspeler -en programmeur met de bands Crimson Glory, Circle Sky, Ascension, Dark Matter en Sonic Dali.
Zahner is eigenaar en programmeur van vele series van Moog Synthesizers al voor en voornamelijk sinds de dood van Bob (Robert) Moog. Zahner is getrouwd en heeft geen kinderen.
Van 2013 tot op heden (2024) is Zahner de toetsenist en zanger van de band Stormbringer uit Tampa Bay Florida. Van 1994-2001 was Zahner ook al actief in Stormbringer.